# Het Gezelschap "Practische Studie"
Het Gezelschap "Practische Studie" (ook wel PS) is de studievereniging van studenten civiele techniek aan de TU Delft.

## Karakteristieken
De vereniging behartigt de belangen van studenten door onder meer het bespreken van studentenervaringen met de hoogleraren, en het delen van voorbeeldtentamens. Daarnaast organiseert de vereniging excursies, studiereizen, workshops, symposia en bedrijvendagen waardoor de studenten een idee kunnen krijgen van de praktijk achter de theorie. Verder zijn er door het jaar heen verschillende sociale activiteiten, zoals weekends weg en feesten, en heeft de vereniging een eigen vakblad, de ExtraCT. 

## Geschiedenis
In 1886 besloot een aantal leden van het Delftsch Studenten Corps "den leden gelegenheid te geven zich in bijeenkomsten onderlingh te bekwamen in den Civiel- en Bouwkundige Ingenieurswetenschappen". Hiermee werd de basis gelegd voor Het Gezelschap "Practische Studie", dat in 1894 officieel werd opgericht.
In november 1940 riep toenmalig voorzitter Frans van Hasselt een studentenstaking uit wegens naziplannen om Joodse docenten en hoogleraren te ontslaan. De staking vond plaats op maandag 25 november 1940 en was het eerste openbare protest in Nederland tegen nazimaatregelen tegen Joden. Mede hierdoor geïnspireerd staakten daarna ook de Leidse studenten op 26 november 1940, na het horen van een protestlezing van prof. R.P. Cleveringa.

## Interne structuur
Verschillende leden zijn actief betrokken bij de organisatie van diverse activiteiten in de vorm van ongeveer 25 commissies. Daarnaast is er een bestuur van zeven studenten dat zich daar voltijds voor inzet.

## Bekende oud-leden
- Frans van Hasselt (1913), oud-voorzitter PS
- Cornelis Lely (1854), oud-penningmeester PS
- Wim Schermerhorn (1894), erelid PS